# Al límite (película de 1997)
Al límite es una coproducción hispano-italiana de thriller estrenada en 1997, dirigida por Eduardo Campoy y protagonizada en los papeles principales por Juanjo Puigcorbé, Lydia Bosch, Béatrice Dalle y Bud Spencer.

## Sinopsis
Un programa de radio nocturno es interrumpido por una llamada en directo en la que una voz masculina dice que ha asesinado a cuatro mujeres en Madrid y que va a matar a otra esa noche. No obstante, ofrece a la locutora un juego: descubrir en sesenta minutos el sitio donde está su víctima, dándole una serie de pistas. Si no lo consigue la matará, en caso contrario la liberará.

## Reparto
- Juanjo Puigcorbé como Javier
- Lydia Bosch como María
- Béatrice Dalle como Elena
- Bud Spencer como	Elorza
- Mabel Lozano como Candela
- José Manuel Lorenzo como Vadillo
- Rafael Romero Marchent como Juez
- Manuel Gil como Secretario María
- Étienne Draber como Roberto
- Pilar Barrera como Actriz
- Rosanna Yanni como Rosario
- Patricia Pérez como Víctima
- Rosanna Walls como Puta Amiga
- Alicia Ramírez como Periodista